# I’m a Little Teapot
«The Teapot Song», известная также как «I’m a Little Teapot» («Я маленький заварочный чайник»), — американская детская песня. Содержание её связано с нагреванием чайника (либо обычного со свистком, либо заварочного) и выливанием из него воды. Авторы песни — Джордж Гарольд Сандерс и Кларенс З. Келли. Впервые опубликована она была в 1939 году.

## История создания
Кларенс Келли и его жена руководили школой танцев для детей. Поскольку популярная и лёгкая в освоении чечётка «Waltz Clog» оказывалась слишком сложной для детей поменьше, Джордж Сандерс и написал песню «The Teapot Song», требующую минимальных танцевальных навыков и настраивающую ребёнка на естественную пантомиму. Песня и танец к ней стали очень популярными как в Америке, так и за рубежом.